# 泰斯纳赫
泰斯纳赫是德国巴伐利亚州的一个市镇。总面积25.77平方公里，总人口2873人，其中男性1417人，女性1456人（2011年12月31日），人口密度111人/平方公里。